# لامبورگینی بنفش
«لامبورگینی بنفش» (به انگلیسی: Purple Lamborghini) تک‌آهنگی از هنرمند اهل ایالات متحده آمریکا دی‌جی اسکریلکس و ریک راس است. این تک‌آهنگ در آلبوم جوخه انتحار: آلبوم قرار داشت.